# Trần Tuyên
Trần Tuyên (hay Trần Trung Tiên, 1801 - 1841 ), là quan nhà Nguyễn trong lịch sử Việt Nam. Ông đã tử trận khi cầm quân đi đánh dẹp cuộc nổi dậy của Lâm Sâm ở Lạc Hóa.

## Tiểu sử
Trần Tuyên là người Hải Lăng, tỉnh Quảng Trị. Không có thông tin về quãng đời thơ trẻ của ông, chỉ biết vào năm đầu Thiệu Trị (1841), ông được cử làm Bố chính sứ Vĩnh Long .
Theo sử liệu thì đầu tháng 3 nhuận (âm lịch) năm ấy, Lâm Sâm (phiên âm từ tiếng Khmer) đã đứng lên vận động người Khmer ở phủ Lạc Hóa (Trà Vinh khi ấy là một huyện của phủ này) nổi dậy chống lại sự cai trị của nhà Nguyễn .
Đầu tiên, Lâm Sâm cầm quân tiến đánh phủ lỵ Lạc Hóa, binh lính chống đỡ không nổi, viên Tri phủ bỏ chạy, cấp báo về tỉnh Vĩnh Long. Từ tỉnh ấy, Bố chính Trần Tuyên liền trực tiếp cầm quân kéo đến đồn Nguyệt Lãng vừa tiến vừa thăm dò, ngót 20 ngày mới tới sóc Lò Ngò, liền bị hơn ngàn quân nổi dậy kéo ra ngăn lại.
Bố Chính Trần Tuyên bí mật thu quân về sóc Ô Đùng, thì bị nổi dậy phục kích ở vùng Trà Tử (nay gọi là Hiếu Tử), giết chết ông cùng viên Tri huyện Trà Vinh là Huỳnh Hữu Quang.
Sách Đại Nam chính biên liệt truyện kể:
..."Được tin lính Long nhuệ thông đồng với giặc (chỉ Lâm Sâm và lực lượng của ông), Tuyên liền lưu Án sát Nguyễn Đăng Sỹ giữ thành, tự mang hơn nghìn lính đến Lạc Hóa đánh giặc. Giặc họp đồng đảng lại chống cự. Tuyên chia quân làm năm toán, đánh, đốt các thôn lạc của giặc. Đến chiều đem quân về Nô Động (Ô Đùng), quan quân nối gót nhau đi hàng một. Bỗng trời mưa gió tối sầm lại, quân mai phục của giặc bốn mặt vùng dậy. Quân sĩ hoảng vỡ, bọn Vệ úy Lê Kỳ ở Hữu lộ lưỡng lự không tiến. Giặc xông đến đánh loạn bậy. Tri huyện Trà Vinh Huỳnh Hữu Quang thấy Tuyên bị giặc đánh bức bách, rút gươm xông đến cứu, cùng Tuyên đều bị hại"....

## Thông tin liên quan

### Con

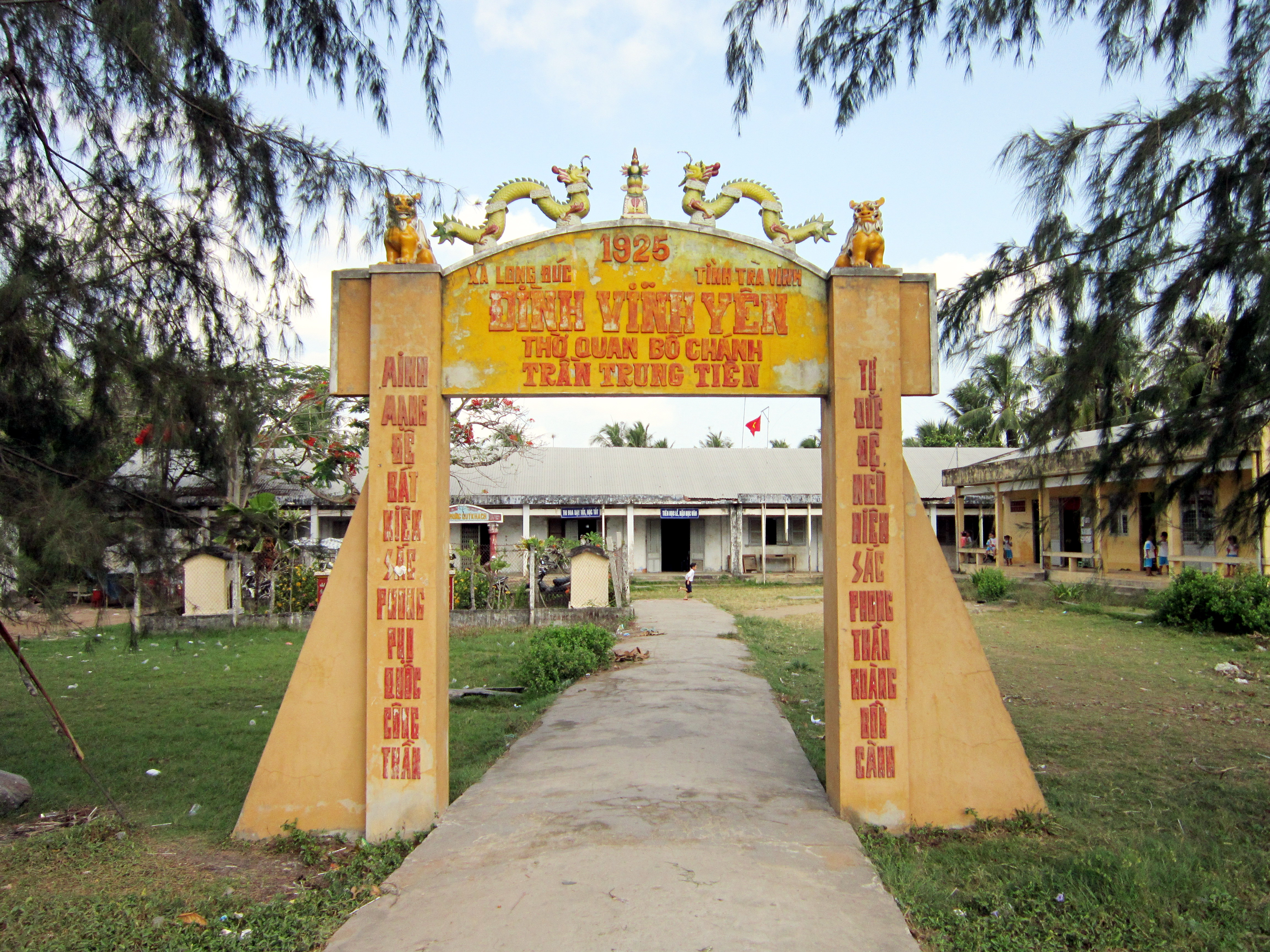
Cổng đình Vĩnh Yên thờ Bố chánh Tuyên ở TP Trà Vinh. Ngôi đình đã bị một trường học cất sau che khuất.

Về sau, con Bố chính Tuyên là Trần Xuân Hòa (? - 1862) cũng là một người chết vì nước. Cũng theo Đại Nam chính biên liệt truyện, thì ông Hòa "từng thi đỗ Cử nhân dưới triều Tự Đức. Được tin dùng, ông thăng dần lên chức Tri phủ Định Tường, sung Định Tường đạo Binh bị. Vì đã mộ quân dõng mai phục giết lính ma tà (chỉ quân Pháp và cộng sự) 6 lần, được thưởng thự Thị độc học sĩ. Gặp khi quân Pháp vào Định Tường, (vì) Xuân Hòa cai quản đạo Bịnh bị (đem quân kháng lại), bị Pháp bắt, cắn lưỡi mà chết, được truy tặng Quang lộc tự khanh. Sau, vua (Tự Đức) từng bảo quan bộ Lễ rằng: 'Cha con Trần Tuyên tiết nghĩa tiếng thơm, vẻ vang sử sách, rất là hiếm có, rốt đều chuẩn cho liệt thờ vào Trung Nghĩa từ' (ở Huế)".

### Đền thờ

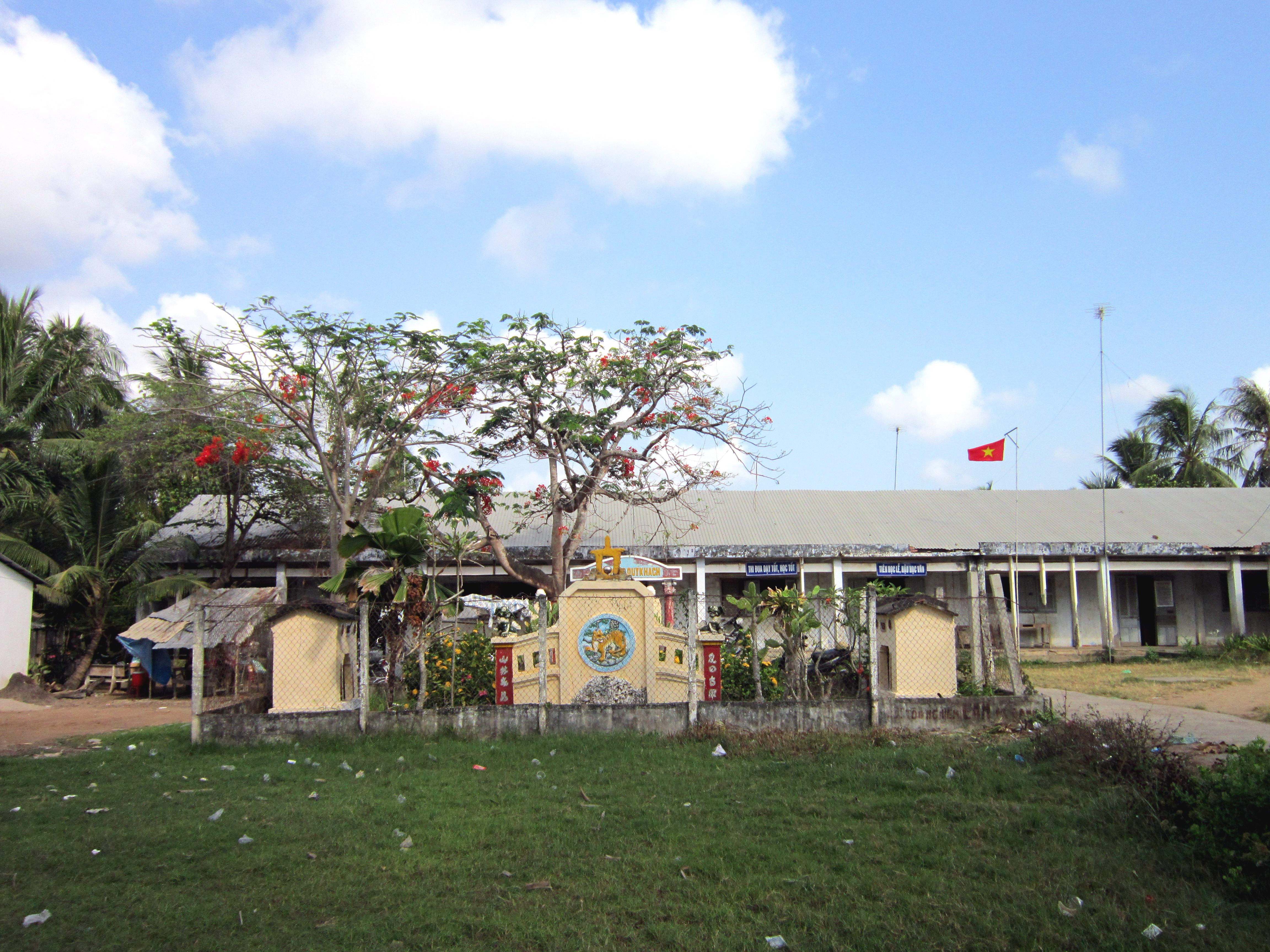
Một bình phong và hai ngôi miếu nhỏ của đình Vĩnh Yên

Hiện nay trong đình Vĩnh Yên ở Thành phố Trà Vinh có bàn thờ Bố chính Trần Tuyên. Việc thờ phụng ấy từng được kể đến trong một câu ca dao:
Trà Vinh có bún nước lèo,
Có chùa Ông Mẹt, ao đào Bà Om.
Có đình thờ vía Quan Công,
Đền thần Hiếu Tử, thờ Trần Trung Tiên.
Thật đáng tiếc, sau năm 1975 người ta đã cho xây một trường tiểu học làm che khuất ngôi đình. Từ ngoài đường nhìn vào chỉ còn thấy cổng đình, một bình phong và hai ngôi miếu nhỏ của đình mà thôi (ảnh)
Hiện nay, trên QL60 đi ngang xã Hiếu Tử có một ngôi đền thờ Bố chánh Trần Trung Tiên rất đẹp.